# Delma hebesa
Espèce
Delma hebesa est une espèce de geckos de la famille des Pygopodidae.

## Répartition
Cette espèce est endémique du Goldfields-Esperance en Australie-Occidentale. Elle se rencontre dans la Ravensthorpe Range.

## Description
Le mâle holotype mesure 57 mm de longueur standard et 131 mm de queue.

## Publication originale
- Maryan, Brennan, Adams & Aplin, 2015 : Molecular and morphological assessment of Delma australis Kluge (Squamata: Pygopodidae), with a description of a new species from the biodiversity ‘hotspot’ of southwestern Western Australia. Zootaxa, no 3946 (3), p. 301–330.